# Никокл (царь Пафоса)
Никокл (др.-греч. Νικοκλῆς;, умер в 310/309 году до н. э.) — царь города-государства Пафос на Кипре. В 321/320 году до н. э. он вместе с другими царями Кипра заключил союз с правителем Египта Птолемеем в его борьбе с Пердиккой. Впоследствии, около 310 года до н. э., Никокл заключил тайный союз с Антигоном. Когда об этом узнал Птолемей, он направил к Пафосу войско и Никокл был вынужден покончить жизнь самоубийством.

## Биография

### Происхождение. Воцарение
Никокл был сыном Тимарха, внуком царя Саламина Никокла и правнуком Эвагора. Плутарх в трактате «Об удаче и доблести Александра Великого» писал, что Александр Македонский подыскивал кандидатуру на должность царя Пафоса, когда предыдущий правитель Харидам «показал себя несправедливым и бесчестным». Александр не мог найти подходящую кандидатуру, так как царский род царей Пафоса — Кинирадов (Киниридов) — угас. Приближённые царя смогли разыскать одного из последних Кинирадов; он жил в нищете и безвестности, но именно он и стал новым царём. Плутарх назвал его Абдалоним. Историки отмечают, что похожие сведения Диодор Сицилийский, Квинт Курций Руф и Юстин приводили относительно выбора Абдалонима царём финикийского города Сидона, а не кипрского Пафоса. Историк Г. Берве посчитал данный фрагмент Плутарха не полностью неисторичным, а отображением смены власти в Пафосе под эгидой установления в городе лояльного македонскому царю правителя. По мнению историка, смена предыдущего царя Харидама на Тимарха произошла в 332 году до н. э., когда Александр находился в Финикии и мог заниматься делами Кипра. В. Хеккель считал гипотезу Г. Берве сомнительной, так как нумизматические данные не дают основания говорить о правлении Тимарха, в отличие от Харидама и Никокла. Однако специалисты Classical Numismatic Group идентифицировали один статер монетой Тимарха. Они же датировали начало правления Никокла периодом «около 325 года до н. э.»
Одновременно Г. Берве отмечал, что, согласно Клавдию Элиану, Никокл был правителем Пафоса в то время, когда Сидоном управлял Стратон, которого сменил Абдалоним, то есть до 332 года до н. э. Согласно Клавдию Элиану, Никокл и Стратон соперничали друг с другом в пышности и роскоши.

### Правление. Гибель
О правлении Никокла известно немногое. Предположительно, официально он занимал пост царя и верховного жреца Афродиты, то есть основывал легитимность своей власть на вековой традиции. Одновременно он выступал инициатором ряда нововведений, которые были обусловлены возраставшим влиянием греческой культуры на острове. В частности, Никокл выступил инициатором переноса столицы в новое место, а также учреждения святилищ греческих богов.
Афиней утверждал, что царь Пафоса казнил музыканта Стратоника за шутки над своими сыновьями.
В 321/320 году до н. э., во время Первой войны диадохов, Никокл поддержал сатрапа Египта Птолемея в его войне с регентом Македонской империи Пердиккой. Впоследствии, в 310 году до н. э., он заключил союз с врагом Птолемея Антигоном. К этому времени также относятся сепаратные переговоры Никокла с диадохом Полиперхоном. Договор был секретным, так как Кипр находился в зоне влияния Птолемея, а на острове располагалось войско под командованием его брата Менелая. Когда об этом узнал Птолемей, то, согласно Диодору Сицилийскому, отправил двух своих друзей Аргея и Калликрата с приказом убить Никокла, не желая допустить выхода из-под своего контроля местных киприотских царей. Прибыв на Кипр, Аргей с Калликратом возглавили войско, которое находилось на острове под командованием брата Птолемея стратега Менелая. После того, как дворец Никокла был окружён, он пытался оправдаться, но, поняв тщетность попыток сохранить свою жизнь, покончил жизнь самоубийством. Его примеру последовала жена Аксиотея, которая сначала убила дочерей, а затем убедила покончить жизнь самоубийством других членов семей. Таким образом пресёкся род Никокла и царей Пафоса. Схожее описание гибели Никокла со всей семьёй передаёт Полиэн.
Учитывая, что события, связанные со смертью Никокла, произошли примерно в то же время, что и смерть царя Саламина — Никокреона, высказывалось мнение, что Диодор мог спутать двух кипрских царей. Историки подчёркивали, что Афиней со ссылкой на Махона назвал Аксиотею женой Никокреона. Антиковед Хельга Геше раскритиковала эту версию. Исследователь ван Оппен, называя доводы Геше «разумными», предположил, что если ошибка и произошла, то не у Диодора, а в неком общем для него с Полиэном источнике.

## Монеты
Нумизматические находки позволяют дополнить современные представления о правлении Никокла. Монеты подтверждают гипотезу о воцарении Никокла ещё при жизни Александра. На одной из тетрадрахм Никокла на реверсе помещена легенда «ΑΛΕΞΑΝΔΡΟΥ ΒΑΣΙΛΕΩΣ». Эта надпись также подтверждает признание Никоклом своего подчинённого положения относительно царя Македонии. В историографии существует мнение о поддельном характере этих монет, однако оно не находит признания у нумизматов.
Последующие выпуски подчёркивали независимость Никокла легендой с его именем. Нумизматы отмечают высокое качество сохранившихся монет. На аверсе была помещена одна из наиболее почитаемых в городе богинь Афродита. Её диадема содержит стилизованное изображение городских стен Пафоса. Реверс более поздних монет государства Селевкидов повторяет изображение на монетах Никокла, где Аполлон сидит на омфале. Возможно, их прообразом и стали отчеканенные во время правления Никокла монеты Пафоса.

### Исследования
- Евдокимов П. А. Международная конференция "Классический Кипр" (Грац, 21–23 сентября 2017 г.) // Вестник древней истории. — 2019. — Т. 79, № 1. — С. 209—214. — ISSN 0321-0391.
- Нефедов К. Ю. Селевк Никатор и Аполлон // Доісламський Близький Схід : історія, релігія, культура. Збірник наукових статей  / Під. редакцією М. О. Тарасенка. — Киев: Інститут сходознавства ім. А. Ю. Кримського НАН України, 2014. — С. 177—196. — ISBN 978–966–02–7243–9.
- Bagnall R. S. Menelaos, son of Lagos // The Administration of the Ptolomaic Possessions Outside Egypt: With 3 Maps (англ.). — Leiden: E. J. Brill, 1976. — ISBN 90-04-04490-6.
- Berve H. Das Alexanderreich auf prosopographischer Grundlage (нем.). — München: C. H. Beck`sche Verlagsbuchhandlung, 1926. — Vol. 2.
- Billows R. Antigonos the One-eyed and the Creation of the Hellenistic State (англ.). — Berkeley; Los Angeles; London: University of California Press, 1997. — ISBN 0-520-06378-3.
- Gesche H.[нем.]. Nikokles von Paphos und Nikokreon von Salamis (нем.). — 1974. — Bd. 4. — S. 103—125. — doi:10.34780/8hk3-6c9d.
- Heckel W. Who's Who in the Age of Alexander and his Successors. From Chaironea to Ipsos (338—301 BC) (англ.). — Barnsley: Greenhill Books, 2021. — 554 p. — ISBN 978-1-78438-648-1.
- Hill G. A History of Cyprus (англ.). — New York: Cambridge University Press, 2010. — Vol. 1. — ISBN 978-1-108-02062-6.
- van Oppen de Ruiter, Branko Fredde. The Marriage of Eirene and Eunostus of Soli. An Episode in the Age of the Successors :  [англ.] // Athenaeum: Studi Periodici di Letteratura e Storia dell'antichità. — 2015. — № 2. — С. 458—476.